# Cinq Heures de terreur
Pour les articles homonymes, voir Time Bomb.
Cinq Heures de terreur (titre original : Time Bomb au Royaume-Uni ; Terror on a Train aux États-Unis) est un film américano-britannique réalisé par Ted Tetzlaff, sorti en 1953.

## Synopsis
Durant la Seconde Guerre mondiale, Peter Lyncort dirige une unité de déminage. Une bombe a été placée dans un train de marchandises transportant des explosifs. Peter Lyncort est chargé de désamorcer la bombe...

## Fiche technique
- Titre : Cinq Heures de terreur
- Titre original : Time bomb (Royaume-Uni) / Terror on a train (USA)
- Réalisateur : Ted Tetzlaff
- Scénariste : Kem Bennett
- Musique : John Addison
- Producteur : Richard Goldstone
- Montage : Robert Watts et Franck Clarke
- Société de production : MGM Metro Goldwyn Mayer
- Société de distribution : CBS Columbia Broadcasting System
- Durée : 73 minutes

## Distribution
- Glenn Ford : Peter Lyncort
- Anne Vernon : Janine Lyncort
- Maurice Denham : Jim Warriland
- Harcourt Williams : le curé
- Victor Maddern : le terroriste
- Harold Warrender : Sir Evelyn Jordan
- Charlotte Mitchell : Buffet Waitress
- John Horsley : Agent de police Charles Baron